# 우라야스시
우라야스시(일본어: 浦安市)는 일본 지바현 북서부에 있는 시이다. 시내에 있는 도쿄 디즈니랜드와 도쿄 디즈니 리조트가 유명하다.
인구는 지바현에서 나라시노시에 이어 10위권에 들지만, 인구 밀도는 1위이다. 2016년 기준 일본 전역의 813개 시구 중 재정력 지수가 최고를 기록하였다.

## 지리
도쿄만의 가장 깊숙한 부분에 위치하고 규에도강 하구 좌안의 낮고 평평한 자연제방, 삼각주와 매립지로 이루어져 있다. 면적의 약 4분의 3은 1960년대 후반 이후 조성된 매립지가 차지하고 있다. 구촌의 취락은 모두 에도강에서 갈라져 나온 사카이강 양안의 자연제방 상에 위치한다.
매립지가 대부분인 지역 특성상 자연적으로 형성된 산이나 언덕은 없다. 인공 산으로는 중앙공원에 높이 14m 정도의 통칭 "우라야스 후지산"이 있다.

## 역사
- 1157년 - 현재의 우라야스시 지역에 취락이 탄생하였다.
- 1873년 - 지바현에 편입되었다.
- 1889년 4월 - 3개 촌이 합병해 우라야스촌이 되었다.
- 1909년 9월 - 정으로 승격하여 히가시카쓰시카군 우라야스정이 되었다.
- 1981년 4월 1일 - 시로 승격하여 우라야스시가 되었다.
- 1983년 4월 15일 - 시내 서부에 도쿄 디즈니랜드가 개장하였다.

## 교통

### 도로
- 수도고속도로 완간선
- 국도 제357호선

### 철도
- 동일본 여객철도 게이요선
- 도쿄 메트로 도자이선
- 마이하마 리조트 라인 디즈니 리조트 라인

## 주요 기관
- 우라야스 시립 도서관

## 인구
| 연도 | 인구    | ±%      |
| ---- | ------- | ------- |
| 1920 | 9,146   | —       |
| 1930 | 10,537  | +15.2%  |
| 1940 | 12,116  | +15.0%  |
| 1950 | 15,679  | +29.4%  |
| 1960 | 16,847  | +7.4%   |
| 1970 | 21,880  | +29.9%  |
| 1980 | 64,673  | +195.6% |
| 1990 | 115,675 | +78.9%  |
| 2000 | 132,894 | +14.9%  |
| 2010 | 164,878 | +24.1%  |

## 우라야스시를 무대・촬영지로 한 작품
- 괴짜가족 (만화 《괴짜가족》의 무대이기도 하다.)
- 괴물군
- 특공천녀
- .hack//Liminality (애니)
- 4학년 1반 차렷!